# Didi Viana
Didi Viana (Ipaussu, 27 de junho de 1911 — São Paulo, 20 de julho de 1976) foi uma atriz brasileira e uma das musas da Cinédia. 
Seu primeira trabalho no cinema foi no filme Saudade, mas como a produção foi interrompida, o filme nunca foi terminado. Outro filme em que trabalhou mas a produção também foi interrompida, foi O Preço de Um Poder. Após o seu casamento com Adhemar Gonzaga, deixar de atuar no cinema.

## Trabalhos
- Bonequinha de Sêda (1936)
- Alô Alô Carnaval (1936)
- Lábios Sem beijos (1930) .... Didi